# USS Block Island (CVE-21)
USS Block Island (CVE-21) («Блок-Айленд») — авианосец ВМС США типа «Боуг». В строю с июня 1942 года, участвовал во Второй мировой войне. Во время боевых походов в северную и центральную Атлантику в 1943 — 1944 годах самостоятельно потопил две немецких подводных лодки (ПЛ). 29 мая 1944 года потоплен торпедами подводной лодки U-549.
В мае 1943 года корабль прибыл в Норфолк и вступил в состав Атлантического флота. 15 июля он в последний раз был переклассифицирован — в эскортный авианосец, получив бортовой номер CVE-21. Тем не менее, в течение лета 1943 года корабль использовался как авиатранспорт, совершив два рейса в Ирландию и доставив груз истребителей «Тандерболт». В сентябре «Блок-Айленд», находясь в Норфолке, столкнулся с эсминцем и получил повреждение корпуса. Ремонт занял две недели.
В первый боевой поход в северную Атлантику «Блок-Айленд» вышел 15 октября 1943 года во главе авианосной противолодочной группы TG 21.16, которая сопровождала конвой UGS-21. 28 октября самолёты авианосца (два «Эвенджера») потопили ПЛ U-220. Группа вернулась в США 25 ноября.
Второй поход состоялся 15 декабря 1943 — 3 февраля 1944 года. В этот раз группе не удалось потопить ни одной ПЛ несмотря на ряд атак против них. 14 января были подобраны выжившие члены экипажа ПЛ U-231, потопленной накануне британскими силами.
Третий выход (16 февраля — 31 марта 1944 года) был отмечен потоплением 17 марта самолётами «Блок-Айленда» совместно с эсминцами охранения лодки U-801 (взяты в плен 47 членов экипажа). 19 марта к юго-западу от островов Зелёного мыса самолёты потопили U-1059. Во время преследования лодки разбился «Эвенджер» из авиагруппы «Блок-Айленда», два члена экипажа из трёх погибли. Кроме того, во время этого похода корабли группы самостоятельно уничтожили U-603 и U-709.
Четвёртый поход начался 29 апреля 1944 года. 6 мая самолётами совместно с эсминцами охранения была потоплена лодка U-66 (одна из наиболее результативных ПЛ Кригсмарине, на счету которой 33 потопленных судна), взяты 36 пленных.
Вечером 29 мая «Блок-Айленд» находился к северо-западу от Канарских островов в точке с примерными координатами 31°13' СШ, 23°03' ЗД. Он был атакован лодкой U-549, которая смогла незамеченной миновать строй эсминцев охранения. В 20.13 в корабль попала первая торпеда, затем последовали ещё 2 попадания. Лодка выпустила в целом 4 торпеды, из которых одна попала в эсминец «Барр», нанеся ему тяжёлые повреждения. ПЛ затем была потоплена другими эсминцами.
Положение авианосца было сразу признано безнадёжным и командир уже вскоре после торпедирования отдал приказ покинуть корабль. К 21.00 практически все люди сошли с корабля. В 21.55 «Блок-Айленд» затонул; после того, как корабль ушёл под воду, сдетонировал боезапас. При торпедировании авианосца погибли 6 моряков, 15 были ранены. В момент гибели корабля в воздухе находились 6 его самолётов, из которых только 2 удалось благополучно приземлиться на Азорских островах, 4 других самолёта с 4 пилотами погибли.
За участие в войне «Блок-Айленд» был удостоен двух звёзд за службу. Он стал единственным американским авианосцем, потопленным силами Германии.